# Jean-Pierre Beaudoin
Jean-Pierre Beaudoin, né le 12 août 1945, est un dirigeant d'entreprise, consultant en communication, essayiste et professeur en sciences de la communication. Depuis les années 1980, il contribue à populariser la discipline des relations publiques en France.

## Biographie
Jean-Pierre Beaudoin est diplômé d'une licence de lettres (1965), diplômé de l'Institut d'Etudes Politiques de Paris (Service public, 1968), et d'un troisième cycle en communication au Celsa (1970).
Il entre en 1970 chez Information et Entreprise (devenue depuis le Groupe i&e). Il en devient le Directeur général en 1984, avant de présider le Groupe i&e en 1995. Il conseille des organisations, entreprises, marques et dirigeants sur leurs problématiques de communication, de relations publiques et de stratégies d'opinion.
Il enseigne également au Celsa Sorbonne Université (ex-Paris-IV) depuis 1988. Il est créé chevalier dans l'ordre des Palmes académiques en 1986. Il participe à des séminaires à l'université Lomonosov (Moscou) à partir de 1999.
Jean-Pierre Beaudoin est à l'initiative de la création du Syndicat des sociétés de conseil en relations publiques, le Syntec Relations publiques, dans le cadre du CNPF. Il en est le président de 1988 à 1991, et administrateur jusqu'en 2010. 
Président de l’International Communications Consultancy Organisation de 1991 à 1993, et de Public Relations Organisation International, Inc. (PROI) de 1997 à 1999, il siège aux “boards” des deux organisations au titre de Past-President.
En 2006 et 2007, il tient une tribune dans le quotidien La Tribune, dans laquelle il analyse les problématiques d'opinion des marques et des entreprises. Aujourd'hui encore, il prend régulièrement la parole pour faire connaître son opinion et son analyse sur l’évolution du métier des relations publiques en France,, et à l’étranger,. 
En 2009, il est le représentant français au sein du jury des "PR Lions", qui récompensent les meilleures campagnes internationales de relations publiques, en préambule du Festival international de la publicité à Cannes.
En 2010, il préside le jury de la catégorie « PR » introduite pour la première fois au concours Eurobest.
En 2012, après le rachat du Groupe i&e par Burson-Marsteller, il quitte ses fonctions de Président du Groupe i&e pour devenir conseiller du Président de la nouvelle entité, Philippe Pailliart. Il est élu "personnalité communicante de l'année" à l'occasion des Grands prix Communication & Entreprise 2012.
Il est nommé en 2018 président de l’agence PPR dans le groupe WPP.[réf. nécessaire]    